# Sluginella (sluginella) pachycerus
Sluginella (sluginella) pachycerus is een vlokreeftensoort uit de familie van de Eulimnogammaridae. De wetenschappelijke naam van de soort is voor het eerst geldig gepubliceerd in 1945 door Bazikalova.